# Samnärvaro
| Samnärvaro |
| --- |
| Seriestripp ur Krazy Kat, med fem rutor som samnärvarar grafiskt och tillsammans berättar en historia. - Betydelse – sidoställning av serierutor i en tecknad serie - Funktion – markera rutornas samarbete i berättandet av en historia i bild - Bakgrund – Göran Ribe (1983) |

Samnärvaro är ett ord för sidoställningen av serierutor i en tecknad serie. Detta faktum, där en serie skapas genom att följden av rutor skapar berättelsen, skiljer en serie från prosa. I prosan bär den skrivna texten berättelsen, medan eventuella illustrationer endast lättar upp läsningen med iscensättningar av den historia som prosan presenterar.

## Bakgrund och funktion
Ordet samnärvaro (jämför det generella begreppet samexistens) myntades på svenska 1983 av serieteoretikern Göran Ribe. Hans formulering av fenomenet är att: ”tidsförhållandena i serien (…) påverkas av att serierutorna står sida vid sida och kan ses på en gång. Det gör tidshoppen mellan rutorna tydligare. Man kan hela tiden jämföra ett nytt stadium med det föregående”.
Samnärvaron mellan två eller flera serierutor bidrar till att förstå den tecknade serien som berättelse, och fenomenet uppträder så fort två serierutor står bredvid varandra. Det är rutornas identitet som separata fönster mot en och samma berättelse som möjliggör för läsaren att uppfatta den rörelse som sekvensen av rutor kan skapa. Denna rörelse blir till mellan rutorna genom en mental process som kallas slutning (engelska: closure).
Seriemediets grafiska och visuella karaktär gör att samnärvaron också handlar om rytm och balans. Ett antal angränsande rutor kan tecknas och komponeras med storleksmässiga övergångar, bildriktningar och andra grafiska effekter. En del av dessa kan jämföras med filmens montage, kompletterat med seriemediets möjligheter att variera storlek och utseende på storlek och inramning på serierutor och bilder.

## Varianter
Den samnärvaro som uppstår för två eller flera serierutor behöver inte heller vara kopplad till en förbestämd rutföljd (även om detta är vanligast). Ibland förekommer serierutor i block eller "kollage" där man kan läsa in flera olika handlingar eller kronologier, beroende på i vilken ordning rutorna läses av.
Samnärvaron kan förekomma även i en enda serieruta, mellan olika händelser som sker efter varandra. Exempelvis är det vanligt med en replikväxling mellan två personer, där båda pratbubblorna pekar på varsin person i en och samma ruta; den standardiserade läsriktningen (i Europa från vänster till höger) gör att läsaren kan förstå läsföljden, även hos texter som är placerade i samma serieruta.
Två olika seriestrippar (i exempelvis ett seriealbum), den ena ovanför den andra, kan också beskriva en och samma händelseföljd. I Den mystiska stjärnan markerar de två översta stripparna på seriesida 24 en stormig båtresa, med den ena strippen visandes båten utifrån och den andra ett antal sjösjuka båtresenärer som sitter till bords.
Serierutornas samnärvaro är också en förutsättning för "split panel"-effekten (jämför filmens split screen-teknfik), där en enskild serieruta kan delas upp i flera. Exempelvis kan en scen presenteras som en bild uppdelad med ett eller flera rutmellanrum (kanaler) som delar upp bilden i flera tidspassager. Miljön fungerar som en kuliss för handlingen, där bildbakgrunden fortsätter från en ruta till en annan. En person eller ett föremål från den första rutan (i regel den längst till vänster eller överst) kan dock återkomma i senare rutor, vilket antyder en tidsskillnad och frammanar en handling. På detta sätt skapar rutmellanrummen fönster mot en och samma scen men vid olika tillfällen i tiden, vilket bidrar till att skapa en kronologisk sekvens av bilder.